# Chowchilla
Chowchilla – miasto w Stanach Zjednoczonych, w stanie Kalifornia, w hrabstwie Madera.